# لغوف
لغوف (بالروسية: Льгов) هي إحدى مدن روسيا في الكيان الفدرالي الروسي كورسك أوبلاست.